# Södra revet (Vårdö, Åland)
Södra revet är skär i Åland (Finland). De ligger i Skärgårdshavet och i kommunen Vårdö i landskapet Åland, i den sydvästra delen av landet. Öarna ligger omkring 42 kilometer nordöst om Mariehamn och omkring 240 kilometer väster om Helsingfors.
Arean för den av öarna koordinaterna pekar på är 2,8 hektar och dess största längd är 270 meter i sydväst-nordöstlig riktning. Trakten är glest befolkad. Närmaste större samhälle är Vårdö, 12,5 km väster om Södra revet.

## Klimat
Klimatet i området är tempererat. Årsmedeltemperaturen i trakten är 7 °C. Den varmaste månaden är augusti, då medeltemperaturen är 17 °C, och den kallaste är februari, med −2 °C.